# O Sul é o Meu País

Beanspruchtes Gebiet in Südbrasilien.

Vorgeschlagene Fahne.

O Sul é o Meu País (deutsch Der Süden ist mein Land) ist eine 1992 gegründete  separatistische Bewegung, die die Unabhängigkeit der südbrasilianischen Bundesstaaten Paraná, Santa Catarina und Rio Grande do Sul fordert.

## Gründung
Die Vereinigung wurde anlässlich des Zweiten Separatistenkongresses (Segundo Congresso Separatista vom 18. bis 19. Juli 1992) in Laguna durch den Kommunalpolitiker  Adílcio Cadorin am 19. Juli 1992 gegründet.
Präsident ist heute (2015) Odilon Xavier Freitas, sein Vorgänger war der Historiker und Journalist  Celso Deucher, der als Chefideologe gilt.
2007 gab die Zeitung Zero Hora die Mitgliederzahl mit 30.000 an sowie eine Sympathisantenzahl von 300.000. Sie ist die größte der neueren separatistischen Bewegungen in Südbrasilien.

## Ziele
Zweck ist die Erreichung der politischen und administrativen Unabhängigkeit der Região Sul do Brasil (Region Südbrasilien) und die Vorbereitung einer Volksabstimmung. O Sul é o Meu País tritt nicht als politische Partei auf, da die Ziele nach Artikel 1 der brasilianischen Verfassung von 1988 verfassungswidrig wären.

## Symbole
Die Bewegung benutzt als Symbol eine blaue Fahne mit drei Sternen, die die drei Staaten repräsentieren. Normalerweise benutzen die Teilnehmer, außer der Fahne, die politische Karte Südbrasiliens, die die Abkürzungen der Bundesstaaten enthält, in Verbindung mit dem Namen der Bewegung.